# Al-Jazira Club
L'Al-Jazira Club (in arabo نادي الجزيرة‎?, nady aljzirh) è una società sportiva emiratina con sede ad Abu Dhabi; comprendente diverse sezioni, la più importante è quella calcistica, la cui squadra milita nella Lega professionistica degli Emirati Arabi Uniti, la massima serie del campionato emiratino di calcio.

## Storia
La società fu fondata nel 1974 quando i membri dell'Al Khalidiyah Club (fondato nel 1969) e dell'Al Bateen Club (fondato nel 1973), due squadra di calcio fondate dai giovani della città di Abu Dhabi, decisero di unirsi per creare un club in grado di accogliere un numero maggiore di giovani interessati a praticare sport. La società che nacque dalla fusione, avvenuta il 19 maggio 1974, assunse la denominazione di Al Jazira Club, che mantiene ancora in uso dopo cinquant'anni.
La società, nei primi decenni della sua attività sportiva, ha investito per cercare di rendere l'Al-Jazira una presenza fissa nella UAE Football League. Nella stagione 1982-1983, dopo aver concluso in testa alla classifica della Prima divisione emiratina, ottenne la sua prima promozione per la massima competizione nazionale; la squadra riuscì ad ottenere la permanenza nella lega concludendo al sesto posto la stagione 1983-1984 ma, dopo aver ottenuto nuovamente la salvezza anche nella stagione successiva, al termine della stagione 1985-86 l'Al-Jazira venne nuovamente retrocesso dopo aver concluso in ultima posizione il campionato. 
Tornata in Prima Divisione la società di Abu Dhabi riuscì immediatamente a riconquistare la massima serie, ottenendo la vittoria del campionato di prima divisione nella stagione 1987-1988; la squadra riuscì a mantenere la permanenza nella UAE Football League fino alla stagione 1994-95 quando la squadra concluse all'ultimo posto in classifica, venendo nuovamente retrocessa dopo sei stagioni.
L'Al-Jazira trascorse altre due stagioni in Prima Divisione riuscendo ad ottenere la promozione solo al termine della stagione 1996-1997. L'Al-Jazira dalla stagione 1997-1998, anno in cui è tornata nella UAE Football League non è mai stata poi retrocessa, iniziando con l'arrivo del secondo millennio la sua scalata ai vertici del calcio degli Emirati Arabi Uniti, raggiungendo per la prima volta il secondo posto in classifica finale nella stagione 2001-2002.
Nel 2007 arrivò il primo trofeo ufficiale per l'Al-Jazira, che vinse in finale contro la squadra saudita dell'Al-Ittifaq la Coppa dei Campioni del Golfo, aggiudicandosi così anche il loro primo trofeo internazionale; nella stessa stagione la squadra vinse anche la sua prima coppa nazionale, aggiudicandosi la vittoria della UAE Federation Cup. Mentre nel 2009 si aggiudicò la Etisalat Emirates Cup, per quello che fu il primo trofeo dell'Al-Jazira dopo il passaggio totale al professionismo negli Emirati Arabi Uniti.

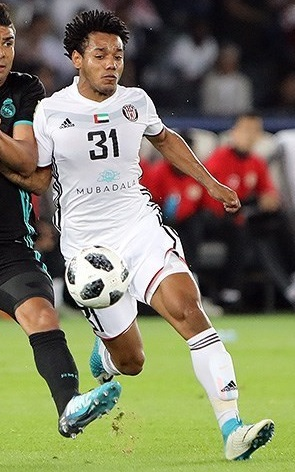
Romarinho con la divisa dell'Al Jazira durante la semifinale del Mondiale per Club 2017 contro il

Nei primi anni duemila l'Al-Jazira divenne, ogni fine stagione, una presenza fissa nelle parti alte della classifica della UAE Football League, che poi dalla stagione 2008-2009 sarebbe diventata la UAE Pro-League, terminando prima per tre anni consecutivi al terzo posto in classifica (2004-2005, 2005-2006, 2006-2007) e poi per altri tre anni al secondo posto (2007-2008, 2008-2009, 2009-2010). Nella UAE Pro-League 2010-2011 la squadra guidata in panchina dal tecnico brasiliano Abel Braga, allenatore della squadra tra il 2009 e il 2012, e trascinata sul campo dai goal di Ibrahim Diaky, Baré e di Ricardo Oliveira, si impose durante tutta la stagione ed il 16 maggio 2011, grazie alla vittoria per 4-0 sull'Al-Wasl, si aggiudicò per la prima volta nella sua storia il titolo della il UAE Pro-League, che abbinò alla vittoria della sua prima Coppa del Presidente degli Emirati Arabi Uniti grazie alla vittoria per 4-0 contro l'Al-Wahda; diventando così la terza squadra nella storia del calcio degli Emirati Arabi Uniti a conquistare il double. La stagione successiva la squadra non riuscì a riconquistare il campionato, terminando al quarto posto in classifica, ma riuscì a riconferma il successo nella Coppa del Presidente degli Emirati Arabi Uniti aggiudicando anche l'edizione 2011-2012 dopo la vittoria per 3-1 contro il Baniyas.
Simbolo della squadra di Abu Dhabi durante tutti gli anni dieci del duemila è stato l'attaccante emiratino Ali Mabkhout; il giocatore cresciuto nel settore giovanile dell'Al-Jazira ha poi militato in prima squadra dal 2008 al 2024, dove ha collezionato 389 presenze e realizzato 258 goal in tutte le competizioni, vincendo otto trofei e diventando il miglior marcatore della storia del calcio emiratino con 218 reti.
Nella stagione 2016-2017, la squadra guidata dal tecnico olandese Henk ten Cate e grazie allo straordinario contributo di Ali Mabkhout, autore di 33 goal nella stagione, dominò la UAE Arabian Gulf League vincendo 20 partite sulle 24 disputate, conquistando alla fine della stagione per la seconda volta il titolo nazionale.
Grazie al successo in campionato nel dicembre 2017 ha partecipato, in qualità di squadra campione nazionale del paese ospitante, alla Coppa del mondo per club FIFA. Dopo aver eliminato l' Auckland City nel primo turno, con un 1-0, ed aver vinto anche contro i sudcoreani dell' Urawa Reds nel secondo turno sempre per 1-0, grazie ad una rete di Ali Mabkhout, la squadra emiratina ha raggiunto una storica semifinale contro il Real Madrid e dopo essersi clamorosamente portata in vantaggio, grazie alle parate di Ali Khasif ed al goal di Romarinho, si è poi dovuta arrendere nel secondo tempo perdendo la semifinale per 2-1, per poi si arrendersi anche nella finale per il terzo posto contro i messicani del Pachuca persa con un netto 4-1, chiudendo il torneo al quarto posto.
L'Al-Jazira ha vinto il suo terzo e, fino ad ora, ultimo titolo nazionale nella stagione 2020-2021 trascinata nuovamente dai goal di Ali Mabkhout, capocannoniere del campionato con 25 realizzazioni, dopo aver avuto la meglio all'ultima giornata, nella corsa per la conquista del campionato contro il Baniyas.
Nel febbraio 2022 la squadra quindi ha preso parte per la seconda volta, sempre come campione nazionale del paese ospitante, alla Coppa del mondo per club FIFA; l'Al-Jazira, dopo aver agevolmente superato il primo turno sconfiggendo per 4-1 i tahitiani del Pirae, poi uscì al secondo turno perdendo con un netto 6-1 contro i sauditi dell'Al-Hilal; perdendo anche la finale per il quinto posto (3-1) contro i messicani del Monterrey, chiuse poi il torneo in sesta posizione.

## Cronistoria

### Partecipazione ai campionati
| Livello | Categoria          | Partecipazioni | Debutto   | Ultima stagione |
| ------- | ------------------ | -------------- | --------- | --------------- |
| 1°      | UAE Pro League     | 38             | 1983-1984 | 2024-2025       |
| 2°      | UAE First Division | 13             | 1974-1975 | 1996-1997       |

## Stadio
L'Al-Jazira Club gioca le sue partite casalinghe presso lo Stadio Mohammed bin Zayed, uno stadio polivalente ad Abu Dhabi, che porta il nome del presidente degli Emirati Arabi Uniti, lo Sceicco Mohammed bin Zayed Al Nahyan. L'impianto che attualmente ha una capienza di 42.056, è la casa dell'Al-Jazira dal 1980 è il più grande stadio di calcio per club (e il secondo stadio di calcio più grande in assoluto dopo lo Stadio Città dello sport Zayed) negli Emirati Arabi Uniti. 

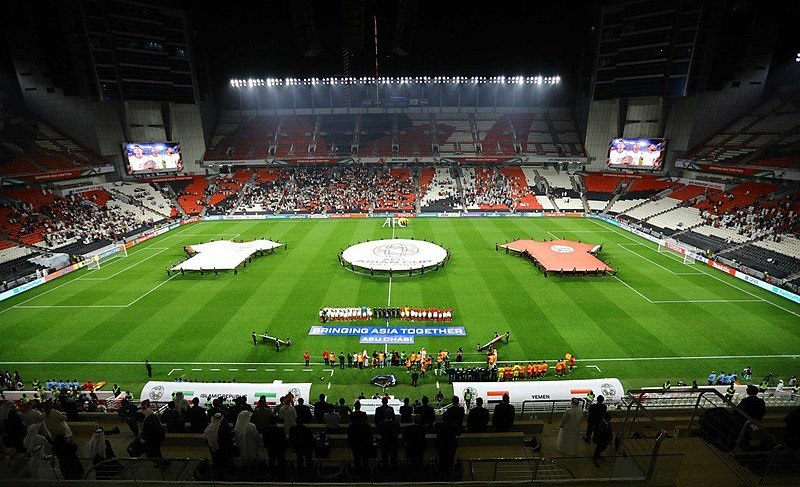
L'interno dello Stadio Mohammed bin Zayed

Al momento della sua inaugurazione nel 1980 lo stadio aveva una capienza di 15.000 spettatori ma nel corso degli anni la struttura è stata sottoposta per due volte a lavori di espansione, prima nel 2006 quando la capienza venne portata a 24.000 spettatori in vista della Coppa delle nazioni del Golfo 2007, tenutasi nella nazione, e poi tra il 2009 ed il 2010 quando lo stadio è stato ampliato per poter ospitare fino a 42.056 spettatori, quella che è la capienza attuale della struttura.
Lo stadio è un progetto unico nella regione, per il suo design architettonico unico, per le sue molteplici piattaforme e palchi completamente climatizzati e per il design eccellente e intelligente dei posti a sedere, che permette al pubblico di guardare le partite e gli eventi da una distanza molto ravvicinata. 
Il piano terra contiene una clinica completamente attrezzata, tre spogliatoi, un centro benessere, una palestra e uffici. Al primo piano c'è una sala conferenze, una postazione multimediale e un centro antidoping. Il secondo piano contiene tre studi televisivi e cabine VIP. La sala VIP più grande si trova al terzo piano e può ospitare fino a 100 persone. Il 4º e il 5º piano sono tutti dedicati ai VIP, mentre il 6º piano contiene le cabine di commento e sala di controllo.

## Colori e Stemma
I colori sociali dell'Al-Jazira Club sono il bianco, il rosso ed il nero, che fin dalle prime stagione di attività del club sono stati i colori su cui si basavano le divise di gioco.
Lo stemma dell'Al Jazira Club, è di forma circolare con un bordo esterno nero contornato da un cerchio rosso e un sottile bordo bianco. Nella parte superiore dell'anello esterno è presente la scritta AL JAZIRA CLUB in bianco, mentre nella parte inferiore si legge PRIDE OF ABU DHABI, uno dei soprannomi della squadra. Gli anni "19" e "74", che indicano la fondazione del club nel 1974, sono collocati ai lati, separati da due stelle bianche. Al centro dello stemma si trova un trofeo stilizzato di colore rosso, sormontato da una fiamma, con cinque stelle bianche che formano un cerchio all'interno del trofeo, simboleggiando i successi del club. Il trofeo e le stelle sono posti su uno sfondo con strisce verticali bianche e nere, che rappresentano i colori tradizionali del club. L'insieme dei colori rosso, bianco e nero, unito ai simboli e alle scritte rappresentano l'identità dell'Al Jazira Club come un'icona sportiva di Abu Dhabi.
| Manica sinistra · Manica sinistra · Maglietta · Maglietta · Manica destra · Manica destra · Pantaloncini · Pantaloncini · Calzettoni |
| La divisa del primo titolo nazionale (2010-2011).                                                                                    |

| Manica sinistra · Manica sinistra · Maglietta · Maglietta · Manica destra · Manica destra · Pantaloncini · Pantaloncini · Calzettoni · Calzettoni |
| La divisa della stagione 2017-2018 |

| Manica sinistra · Manica sinistra · Maglietta · Maglietta · Manica destra · Manica destra · Pantaloncini · Pantaloncini · Calzettoni · Calzettoni |
| La divisa del terzo titolo nazionale (2020-2021).                                                                                                 |

## Palmarès

### Competizioni nazionali
- UAE Arabian Gulf League: 3

2010-2011, 2016-2017, 2020-2021
- UAE Federation Cup: 1

2007
- UAE League Cup: 2

2009-2010, 2024-2025
- Coppa del Presidente: 3

2010-2011, 2011-2012, 2015-2016
- Supercoppa degli Emirati Arabi Uniti: 1

2021
- UAE First Division League: 2

1982-1983, 1987-1988

### Competizioni internazionali
- Coppa dei Campioni del Golfo: 1

2007

### Altri piazzamenti
- Campionato emiratino:

Secondo posto: 2001-2002, 2007-2008, 2008-2009, 2009-2010, 2014-2015
Terzo posto: 2000-2001, 2004-2005, 2005-2006, 2006-2007, 2012-2013, 2013-2014, 2019-2020
- Coppa del Presidente degli Emirati Arabi Uniti:

Finalista: 2001-2002
Semifinalista: 2009-2010, 2024-2025
- UAE FA Cup:

Semifinalista: 2001-2002
- UAE League Cup:

Finalista: 2012-2013, 2013-2014
- Supercoppa del Golfo Arabico:

Finalista: 2011, 2012, 2016, 2017
- Coppa del mondo per club FIFA:

Quarto posto: 2017
- Coppa dei Campioni del Golfo:

Semifinalista: 2006

## Partecipazioni alle competizioni internazionali
| Competizione                  | No. |           |      |      |      |      |      |      |      |      |      |      |      |  |  |  |  |  |  |  |
| ----------------------------- | --- | --------- | ---- | ---- | ---- | ---- | ---- | ---- | ---- | ---- | ---- | ---- | ---- |  |  |  |  |  |  |  |
| AFC Champions League          | 11  |           |      |      |      |      |      |      |      |      |      |      |      |  |  |  |  |  |  |  |
| AFC Champions League          | 11  | Stagione  | 2009 | 2010 | 2011 | 2012 | 2013 | 2014 | 2015 | 2016 | 2017 | 2018 | 2022 |  |  |  |  |  |  |  |
| AFC Champions League          | 11  | Progressi | FG   | FG   | FG   | OF   | FG   | OF   | Pre. | FG   | FG   | OF   | FG   |  |  |  |  |  |  |  |
| Arab Club Champions Cup       | 2   |           |      |      |      |      |      |      |      |      |      |      |      |  |  |  |  |  |  |  |
| Arab Club Champions Cup       | 2   | Stagione  | 2019 | 2020 |      |      |      |      |      |      |      |      |      |  |  |  |  |  |  |  |
| Arab Club Champions Cup       | 2   | Progressi | R16  | OF   |      |      |      |      |      |      |      |      |      |  |  |  |  |  |  |  |
| Coppa dei Campioni del Golfo  | 2   |           |      |      |      |      |      |      |      |      |      |      |      |  |  |  |  |  |  |  |
| Coppa dei Campioni del Golfo  | 2   | Edizione  | 2006 | 2007 |      |      |      |      |      |      |      |      |      |  |  |  |  |  |  |  |
| Coppa dei Campioni del Golfo  | 2   | Progressi | SF   | C    |      |      |      |      |      |      |      |      |      |  |  |  |  |  |  |  |
| Coppa del mondo per club FIFA | 2   |           |      |      |      |      |      |      |      |      |      |      |      |  |  |  |  |  |  |  |
| Coppa del mondo per club FIFA | 2   | Edizione  | 2017 | 2021 |      |      |      |      |      |      |      |      |      |  |  |  |  |  |  |  |
| Coppa del mondo per club FIFA | 2   | Progressi | 4°   | 6°   |      |      |      |      |      |      |      |      |      |  |  |  |  |  |  |  |

- Qua. : Qualificata, Rit. : Ritirata, Pre. : Preliminari, R1 : Primo turno, R2: Secondo turno, FG : Fase a gironi, R16 : Sedicesimi di Finale, OF : Ottavi di finale, QF : Quarti di finale, SF : Semifinali, F : Finalista, C : Campioni

## Rosa

### Organico 2024-2025
Aggiornato al 26 Agosto 2024.
| N. |                                | Ruolo | Calciatore           |
| -- | ------------------------------ | ----- | -------------------- |
| 1  | Emirati Arabi Uniti (bandiera) | P     | Abdulrahman Al Ameri |
| 4  | Paesi Bassi (bandiera)         | D     | Karim Rekik          |
| 5  | Emirati Arabi Uniti (bandiera) | D     | Khalifa Al Hammadi   |
| 6  | Emirati Arabi Uniti (bandiera) | D     | Mohammed Al Attas    |
| 7  | Emirati Arabi Uniti (bandiera) | C     | Abdullah Ramadan     |
| 8  | Emirati Arabi Uniti (bandiera) | C     | Mamadou Coulibaly    |
| 9  | Emirati Arabi Uniti (bandiera) | A     | Zayed Al-Ameri       |
| 10 | Emirati Arabi Uniti (bandiera) | C     | Khalfan Mubarak      |
| 11 | Argentina (bandiera)           | A     | Ramón Miérez         |
| 12 | Emirati Arabi Uniti (bandiera) | D     | Muhammad Atiq        |
| 13 | Emirati Arabi Uniti (bandiera) | C     | Richard Akonnor      |
| 15 | Marocco (bandiera)             | D     | Mohammed Rabii       |
| 16 | Emirati Arabi Uniti (bandiera) | A     | Ahmed Fawzi          |
| 17 | Egitto (bandiera)              | C     | Mohamed Elneny       |
| 18 | Emirati Arabi Uniti (bandiera) | C     | Ahmed Mahmoud        |
| 19 | Emirati Arabi Uniti (bandiera) | C     | Oumar Traoré         |
| 20 | Francia (bandiera)             | C     | Nabil Fekir          |
| 22 | Serbia (bandiera)              | C     | Nikola Vukić         |
| 23 | Emirati Arabi Uniti (bandiera) | D     | Mubarak Zamah        |
| 24 | Emirati Arabi Uniti (bandiera) | D     | Zayed Sultan         |
| 25 | Belgio (bandiera)              | C     | Jay-Dee Geusens      |
| 26 | Emirati Arabi Uniti (bandiera) | A     | Hazza Subait         |

| N. |                                | Ruolo | Calciatore          |
| -- | ------------------------------ | ----- | ------------------- |
| 27 | Emirati Arabi Uniti (bandiera) | C     | Abdullah Fadaaq     |
| 28 | Turchia (bandiera)             | D     | Ravil Tagir         |
| 29 | Emirati Arabi Uniti (bandiera) | D     | Abdulla Jaafar      |
| 30 | Emirati Arabi Uniti (bandiera) | D     | Yousif Al-Marzouqi  |
| 33 | Marocco (bandiera)             | D     | Chahine van Bohemen |
| 34 | Emirati Arabi Uniti (bandiera) | C     | Saeed Al-Abdouli    |
| 37 | Emirati Arabi Uniti (bandiera) | D     | Hamdan Abdulrahman  |
| 39 | Costa d'Avorio (bandiera)      | A     | Hermann Behiratche  |
| 44 | Senegal (bandiera)             | D     | Mamadou Gassama     |
| 45 | Emirati Arabi Uniti (bandiera) | D     | Abdullah Khairi     |
| 54 | Emirati Arabi Uniti (bandiera) | P     | Abdullah Al-Hammadi |
| 55 | Emirati Arabi Uniti (bandiera) | P     | Ali Khasif          |
| 66 | Serbia (bandiera)              | P     | Stojan Lekovic      |
| 71 | Colombia (bandiera)            | A     | Carlos Ocoró        |
| 72 | Emirati Arabi Uniti (bandiera) | D     | Abdullah Al-Hashmi  |
| 80 | Emirati Arabi Uniti (bandiera) | C     | Bruno               |
| 81 | Emirati Arabi Uniti (bandiera) | A     | Ali Al-Memari       |
| 83 | Emirati Arabi Uniti (bandiera) | D     | Zayed Khamis        |
| 86 | Emirati Arabi Uniti (bandiera) | D     | Abdulla Khaled      |
| 88 | Emirati Arabi Uniti (bandiera) | C     | Mohamed Al-Wafi     |
| 91 | Emirati Arabi Uniti (bandiera) | P     | Saeed Al-Kalbani    |
| 92 | RD del Congo (bandiera)        | C     | Neeskens Kebano     |
| 99 | Brasile (bandiera)             | A     | Vinicius Mello      |

### Staff tecnico
| Posizione             | Nome            |
| --------------------- | --------------- |
| Direttore Sportivo    | Islam Marzooq   |
| Allenatore            | Hussein Ammouta |
| Vice-Allenatore       | Abdalla Mehmood |
| Collaboratore tecnico | Mansoor Fawaz   |
| Preparatore atletico  | Yaqoob Mamoon   |
| Interprete            | Tariq Ismaeel   |

## Allenatori
- Ahmed Hilmy Al-Nawwal (1984-87)
- Nikolaj Kiselëv (1989-93), (1994-95)
- Džemaludin Mušović (1997-98)
- Rinus Israël (1998-99)
- Jan Versleijen (2001-03)
- André Wetzel (2004)
- Sef Vergoossen (2004-05)
- Walter Meeuws (2005-06)
- Jan Versleijen (2006-07)
- László Bölöni (2007-08)
- Abel Braga (2008-11)
- Franky Vercauteren (2011-12)
- Caio Júnior (2012)
- Paulo Bonamigo (2012-13)
- Luis Milla (2013)
- Walter Zenga (2013-14)
- Eric Gerets (2014-15)
- Abel Braga (2015-dic 2015)
- Ali Alunaimi (dic 2015–gen 2016)
- Henk ten Cate (gen 2016-giu 2018)
- Marcel Keizer (giu-nov 2018)
- Damiën Hertog (2018–2019)
- Jurgen Streppel (2019)
- Marcel Keizer (2019-2023)
- Frank de Boer (2023)
- Bob de Klerk (2024)
- Mirel Rădoi (2024)
- Hussein Ammouta (2024-in carica)

## Altre Sezioni sportive
La società polisportiva dell'Al-Jazira Club, oltre alla sua sezione di calcio, dispone di altre 14 sezioni sportive attive in differenti sport, sia di squadra che individuali, con più di 300 atleti registrati tra le varie discipline.
- Pallacanestro
- Pallamano
- Pallavolo
- Nuoto
- Arti Marziali
- Tennis tavolo
- Triathlon
- Pallanuoto

| Sezione sportiva | Palmarès                                                                                          |
| ---------------- | ------------------------------------------------------------------------------------------------- |
| Pallavolo        | 1 Coppa del Presidente, 1 Coppa del Vice-Presidente                                               |
| Pallamano        | 2 UAE Handball League, 6 Coppa del Presidente, 1 UAE Super Cup                                    |
| Arti Marziali    | 2 Shield of Public Excellence, 560 differenti medaglie in 38 competizioni locali e internazionali |
| Nuoto            | Più di 100 medaglie conquistate in varie competizioni nazionali ed internazionali                 |
| Pallanuoto       | 13 UAE General League Championship                                                                |

La maggior parte delle sezioni sportive dell'Al-Jazira gioca le sue partite e si allena presso il Mubadala Dome, un impianto polifunzionale da 1.900 spettatori situato su Tuwam Street, proprio tra Sultan bin Zayed the First “Al Muroor” Road e Sheikh Rashid bin Saeed “Airport” Road, nella zona di Al Mushrif ad Abu Dhabi, nello stesso località dove sorge anche lo stadio Mohamed bin Zayed. L'edificio del Dome ospita anche gli uffici del club e l'Al Jazira Club Hotel. La struttura è inoltre adiacente alla piscina dove si allenano la squadra di pallanuoto e nuoto dell'Al Jazira.
Il Mubadala Dome è l'impianto sportivo utilizzato per gli allenamenti e le partite ufficiali di pallamano, basket, pallavolo e Jujitsu di Al Jazira. Inaugurato nel 1992, la sua caratteristica principale è la grande cupola a 3 piani, realizzata in cemento armato. In questo momento, è uno dei più moderni e imponenti degli Emirati Arabi Uniti.
Il 1 luglio 2004 è stata inaugurata l'Al-Jazira Accademy, la quale rappresenta la forte volontà di investire nei giovani da parte del club. L'accademia, che si trova nella zona di Al Shawamekh ad Abu Dhabi, offre opportunità di istruzione a giovani studenti di grande talento e sviluppa le capacità sportive e accademiche di questi studenti, poiché è considerata una priorità assoluta per il club.
L'Al Jazira ha fondato nove centri e scuole di formazioni, tutte sotto la guida dell'accademia di Abu Dhabi, a Baniyas, Al Shahama, Ibn Sina, Khalifa A, Al Marfaa, Al Shawamikh, Al Wathba, Al Bahya e Al Fujaira. Il club punta a garantire uno sviluppo regolare a tutti i giocatori di talento sin dai primi anni attraverso l'accademia, e poi nelle prime squadre degli Emirati Arabi Uniti e dell'Al Jazira. La visione dell'accademia Al Jazira Club è quella di trasformare i giovani giocatori di talento in giocatori adulti e professionisti creando una cultura sportiva negli Emirati Arabi Uniti.